# Ліга оборонних підприємств України
Ліга оборонних підприємств України — об’єднання українських підприємств і організацій-виробників/розробників продукції оборонного та подвійного призначення.
Створення Ліги пов’язано з наміром об’єднати зусилля приватних підприємств оборонної промисловості навколо вдосконалення внутрішньої кооперації, налагодження ефективного державно-приватного партнерства у оборонно-промисловій сфері, реалізації спільних зусиль щодо удосконалення маркетингу оборонної продукції приватних підприємств як всередині держави, так і на ринках іноземних держав.
Головним напрямом роботи Ліги визначено участь її членів у ефективному та якісному переозброєнні Збройних сил України.

## Історія
Рішення створити неурядове об’єднання українських підприємств і організацій, які є виробниками/розробниками продукції оборонного та подвійного призначення, було прийняте під час ХІІІ Міжнародної спеціалізованої виставки «Зброя та безпека-2016» керівниками декількох десятків таких структур.

## Члени
- ПрАТ «Науково-виробниче об'єднання „Практика“»
- Центр досліджень армії, конверсії та роззброєння (ЦДАКР)
- ТОВ «Науково-виробниче підприємство „Атлон Авіа“»
- ТОВ «РАДІОНІКС»
- Інформаційно-консалтингова компанія «Defense Express»
- ПрАТ «Холдингова компанія „Укрспецтехніка“»
- ПП «Науково-виробниче приватне підприємство „Спаринг-Віст Центр“»
- ТОВ "Еверест Лімітед"
- «UA.RPA»
- «Адрон»
- ТОВ "АВ-Фарма"
- ТОВ "Авіаційнаикомпанія "Вектор"
- ТОВ "Васильківський машинобудівний завод"
- ТОВ "Дайвекс"
- «ГІС АРТА»
- «ЕПОС» ТОВ
- ТОВ "НВП "ЕДМ-2016"
- ТОВ "Енджой секюріті"
- «МАШ-ГРУП» в складі з «ЮО „КАПІТАЛ ПРАВІС“»
- «Метекол»
- «Мілтек-С»
- ОС «ЦСМВ»
- ТОВ "Обєднаний центр захисту інформації"
- ТОВ "Оборонні технології"
- «Таско»
- «Темп-3000»
- «Техімпекс»
- ТОВ «Телекарт-Прибор»
- ТОВ «Ліко-Шмайсер»
- «Інглія ІТ» ТОВ
- ПП «Інструмент»
- ПАТ КЗВВ (Краматорський завод важкого верстатобудування)
- ПАТ «Крюківський вагонобудівний завод»
- ТОВ «Легпром-Альянс»
- ТОВ «Отіс Тарда»
- ДП «Автомоторс»
- ТОВ «Харківський завод засобів індивідуального захисту» (ХЗЗІЗ)
- ТОВ «Текспротект»
- «Доля і Ко ЛТД»
- ТОВ НВП "Мадек"
- ТОВ МСС Україна"
- ТОВ «Маркет-Матс»
- ТОВ "КБ «ЛОГІКА»
- ТОВ "Картель"
- ТОВ «Термо Проджектс Україна»
- ТОВ «Латек»
- ТОВ «Інфоком ЛТД»
- ТОВ «Магнітприлад»
- ТОВ «Астор ЛТД-2008»
- АТ «Мотор Січ»
- ПрАТ "Завод «Кузня на Рибальському»
- ТОВ «Юніон Солушен Секюрити-Інтегратор» (USSI)
- ТОВ «Завод спеціального обладнання»
- ТОВ "Пожмашина"
- ТОВ "Первомайськдизельмаш"
- ТОВ "Перша будівельно-монтажна група"
- ТОВ "Перший контакт"
- ТОВ "Пульсар Експо Україна"
- ПАТ "Рамзай"
- ФОП РибкаВ.С.
- ТОВ "Сівертекс"
- ТОВ "ФПК 2Ресурсгруп"
- ТОВ "Limpid Armor"
- ТОВ "Лепта - Україна"
- ПП "Гарантія плюс"
- ПрАТ "Завод "Фрегат"
- ТОВ "ІНВП "Укртехнано"
- ТОВ "Інноваційна компанія "Техенерго - СВ"
- ТОВ «Гідробест» [1]
- ТОВ «Інкомпас» [1]

## Керівництво
- Висоцький Олег Миколайович - Голова Правління
- Єхануров Юрій Іванович - Голова Наглядової Ради
- Брюшковський Олег Вікторович - Генеральний Директор